# Histiocyte
L'histiocyte, aussi appelé spongiocyte, est un macrophage du tissu conjonctif. C'est une cellule de taille importante faisant partie du système immunitaire et qui dérive de la moelle osseuse. Elle peut se déplacer, avec des mouvements amiboïdes.

## Formation
Au départ, les monocytes immatures passent la barrière moelle/sang. 
Après un court séjour dans le sang, ils traversent la barrière endothéliale pour migrer dans un organe. 
Là, ils se différencient en histiocytes qui vont entrer dans la constitution du système réticulo-endothélial.

## Caractéristiques
La cellule histiocytaire est mobile, élastique et capable de phagocytose (car elle fait partie de la famille des phagocytes mono-nucléés).
Une fois qu'elle a phagocyté, elle devient un macrophage. Si cette dernière est incapable d'accomplir sa fonction, il y a ce qu'on appelle les cellules épithelioïdes, qui sont un autre type de cellules histiocytaires, qui seront alors chargées de dégrader les corps étrangers.
En microscopie optique on peut apercevoir des vésicules autour de son noyau. En microscopie électronique on remarque que ces vésicules sont en fait des lysosomes. On distingue aussi un appareil de Golgi assez développé.
Il faut aussi savoir que l'histiocyte est capable de fusion, c'est-à-dire qu'il peut donner une cellule géante avec plusieurs noyaux (exemple dans le cas de la tuberculose).